# Џејсон Блам
Џејсон Ферус Блам (енгл. Jason Ferus Blum; Лос Анђелес, Калифорнија, 20. фебруар 1969) амерички је филмски продуцент најпознатији по свом раду на хорор филмовима. Оснивач је и власник продукцијске куће Blumhouse Productions, која је пробој остварила 2007. године високопрофитабилним хорором Паранормална активност. Блам је након тога радио као продуцент на филмовима као што су Астрална подмуклост (2010), Прочишћење (2013), Ритам лудила (2014), Подељен (2016), Бежи! (2017), Срећан дан смрти (2017), Ноћ вештица 11: Суочи се са судбином (2018), Ми (2019), Невидљиви човек (2020) и Црни телефон (2021).
Три пута је био номинован за Оскара за најбољи филм и то за остварења: Ритам лудила, Бежи! и Црни члан КККлана (2018). Поред тога, добио је две Награде Еми за програм у ударном термину. Прву за телевизијски филм Нормално срце (2014), а другу за документарну мини-серију Баксуз: Живот и смрти Роберта Дерста (2015). Био је номинован и за једну Бафту и две Награде ААКТА.

## Изабрана филмографија
- Паранормална активност (2007)
- Читач (2008)
- Астрална подмуклост (2010)
- Паранормална активност 2 (2010)
- Паранормална активност 3 (2011)
- Господари Сејлема (2012)
- Паранормална активност 4 (2012)
- Злокобан (2012)
- Без закона (2012)
- Зелени пакао (2013)
- Мрачно небо (2013)
- Астрална подмуклост 2 (2013)
- Прочишћење (2013)
- Окултно (2013)
- Паранормална активност: Обележени (2014)
- Нормално срце (2014)
- Ритам лудила (2014)
- Чудак (2014)
- Град који се ужасавао заласка сунца (2014)
- Прочишћење 2: Анархија (2014)
- Призивање духова (2014)
- Дечак из комшилука (2015)
- Паранормална активност: Димензија духова (2015)
- Лазаров ефекат (2015)
- Поклон (2015)
- Вешала (2015)
- Мученице (2015)
- Посета (2015)
- Астрална подмуклост 3 (2015)
- Злокобан 2 (2015)
- Џем и холограми (2015)
- Тишина (2016)
- Прочишћење 3: Изборна година (2016)
- Подељен (2016)
- Призивање духова 2: Порекло зла (2016)
- Амитивил: Буђење (2017)
- Бежи! (2017)
- Чудак 2 (2017)
- Срећан дан смрти (2017)
- Астрална подмуклост 4: Последњи кључ (2018)
- Црни члан КККлана (2018)
- Оштри предмети (2018)
- Прочишћење 4: Прво прочишћење (2018)
- Ноћ вештица 11: Суочи се са судбином (2018)
- Вешала 2 (2019)
- Срећан дан смрти 2 (2019)
- Ми (2019)
- Кева (2019)
- Црни Божић (2019)
- Острво фантазија (2020)
- Невидљиви човек (2020)
- Ковен: Наслеђе (2020)
- Лов (2020)
- Накарадно (2020)
- Паранормална активност: Најближи рођак (2021)
- Прочишћење 5: Прочишћење заувек (2021)
- Ноћ вештица 12: Убиства Ноћи вештица (2021)
- Потпаљивачица (2022)
- Црни телефон (2022)
- They/Them (2022)
- Ноћ вештица 13: Крај Ноћи вештица (2022)
- Меган (2023)